# Konjeništvo na Poletnih olimpijskih igrah 2012
Konjeništvo na Poletnih olimpijskih igrah 2012. Tekmovanja so potekala v treh disciplinah za moške in ženske skupaj ter ekipno.

## Dobitniki medalj
| Disciplina                       | Zlato | Srebro | Bron |
| Dresura - posamično              | Charlotte Dujardin (GBR) na Valegru | Adelinde Cornelissen (NED) na Parzivalu | Laura Bechtolsheimer (GBR) na Mistral Hojrisu |
| Dresura - ekipno                 | Združeno kraljestvo · Charlotte Dujardin na Valegru · Laura Bechtolsheimer na Mistral Hojrisu · Carl Hester na Uthopiji                                    | Nemčija · Kristina Sprehe na Desperadosu · Helen Langehanenberg na Damon Hillu · Dorothee Schneider na Divi Royal                                                                             | Nizozemska · Adelinde Cornelissen na Parzivalu · Edward Gal na Undercoverju · Anky van Grunsven na Salineru                                                                           |
| Preskakovanje ovir - posamično   | Steve Guerdat (SUI) na Ninu Des Buissonetsu | Gerco Schroder (NED) na Londonu | Cian O'Connor (IRL) na Blue Loydu 12 |
| Preskakovanje ovir - ekipno      | Združeno kraljestvo · Scott Brash na Hello Sanctosu · Peter Charles na Vindicatu · Ben Maher na Tripple X · Nick Skelton na Big Staru                      | Nizozemska · Marc Houtzager na Taminu · Gerco Schroder na Londonu · Maikel van der Vleuten na Verdiju · Jur Vrieling na Bubalu                                                                | Saudova Arabija · Ramzy Al Duhami na Bayard Van the Villa Theru · HRH Prince Abdullah Al Saud na Davosu · Kamal Bahamdan na Noblesse Des Tessu · Abdullah Waleed Sharbatly na Sultanu |
| Tridnevno tekmovanje - posamično | Michael Jung na Samu (DEU) | Sara Algotsson (SWE) na Wegu | Sandra Auffarth na Opgun Louvo (DEU) |
| Tridnevno tekmovanje - ekipno    | Nemčija · Peter Thomsen na Barnyu · Dirk Schrade na King Artusu · Ingrid Klimke na Butts Abraxxasu · Sandra Auffarth na Opgun Louvu · Michael Jung na Samu | Združeno kraljestvo · Nicola Wilson na Opposition Buzzu · Mary King na Imperial Cavalieru · Zara Phillips na High Kingdomu · Kristina Cook na Miners Frolicu · William Fox-Pitt na Lionheartu | Nova Zelandija · Jonelle Richards na Flintstaru · Jonathan Paget na Clifton Promisu · Caroline Powell na Lenamoru · Andrew Nicholson na Nereou · Mark Todd na Campinu                 |

## Medalje po državah
| Poz    | Država              | Zlato | Srebro | Bron | Skupaj |
| 1      | Združeno kraljestvo | 3     | 1      | 1    | 5      |
| 2      | Nemčija             | 2     | 1      | 1    | 4      |
| 3      | Švica               | 1     | 0      | 0    | 1      |
| 4      | Nizozemska          | 0     | 3      | 1    | 4      |
| 5      | Švedska             | 0     | 1      | 0    | 1      |
| 6      | Irska               | 0     | 0      | 1    | 1      |
| 6      | Saudova Arabija     | 0     | 0      | 1    | 1      |
| 6      | Nova Zelandija      | 0     | 0      | 1    | 1      |
| Skupaj | Skupaj              | 6     | 6      | 6    | 18     |